# Hannah Toticki
Hannah Toticki (født Anbert, 1984) er en dansk billedkunstner, der bor og arbejder i Hvalsø på Toticki Studio. Hun dimitterede fra Det Kongelige Danske Kunstakademi i 2016 og har udstillet på kunstinstitutioner i både ind- og udland. Hendes kunst sætter bl.a. spørgsmålstegn ved den måde, vi arbejder og forbruger på, og vores komplicerede forhold til naturen.
Toticki arbejder med skulptur, installation og performance. Hun beskæftiger sig med varierende materialer, herunder bronze, plastmaterialer, træ og tekstiler.
Hannah Toticki har i 2022 modtaget Stanens Kunstfonds 3-årige arbejdslegat. Toticki har desuden tidligere modtaget bl.a. Carl Nielsen og Anne Marie Carl-Nielsens talentlegat, Start Point Prize, Niels Wessel Bagges Kunstfonds Legat, Astrid Noacks Skulptur Pris og senest Aage og Yelva Nimbs Pris i 2021.

## Værker af Hannah Toticki

### Soloudstilinger, kommisioner og performances
- Gået til pause, permanent udendørs kommission, Andebergparken, DK (kommende), 2022
- UNIVERSAL HUMAN RESOURCE[13], MOCAD Museum of Contemporary Art Detroit, US, 2021
- Work after Work[14], Gallerie Wedding, Berlin, DE, 2021
- Bagage, Udsmykning af Møgelkær Uddannelsescenter, kommision, DK, 2020
- Beklager det sene svar[15], M100, DK, 2020
- RESERVAT[16], Holstebro Kunstmuseum, DK, 2020
- Stilhedsparade[17] (performance), Roskilde Festival, DK, 2019
- Tools[11], Astrid Noack Atelier, DK, 2019
- The Land of Milk and Honey[18] (performance) KW - Institute for Contemporary Art, DE, 2019
- Slower and Cheaper[19], Overgaden Institut for Samtidskunst, DK
- Efterlandet[20], Danske Grafikers Hus, DK, 2017
- Konfettifabrikken[21], Kunsthal Nord, Aalborg Festival, DK, 2017
- Sacred Work[22] (performance), Copenhagen Art Week, Copenhagen Contemporary, DK, 2017
- 1x7 Minutters Hverdag, (performance), Den Frie Udstillingsbygning, DK, 2017

### Gruppeudstillinger og performances
- Memoirs of Saturn, Sixty Eight Art Institute, DK, 2022, (kommende)
- Kelds Bibliotek, Kunsthal 6100, DK, 2022 (kommende)
- Existing Otherwise - the future of coexistence[23], SCCA, Tamale, Ghana, 2022
- Modern Love #2[24], Tallin Art Hall, EE, 2021
- Soil. Sickness. Society[25][26], Rønnebæksholm, DK, 2021
- RE:RE:RE:RE:RE:RE:RE på Work It Out[27], Kunsten, Aalborg, DK, 2021
- FROG CHORUS, Møstingshus, København, DK, 2021[28]
- Modern Love[29], Museum of Contemporary Art in Freburg, DE, 2020
- Shapeshifters[30], Malmø Kunstmuseum, SE, 2020
- Ung Dansk Kunst[31], ARKEN, DK, 2019
- KP 19[32], Aarhus Kunsthal, DK, 2019
- Sacred Work Fashion Collection[33], RIBOCA - Riga International Biennial of Contemporary Art, LE, 2018
- European Graduates Art Prize, Art et Amicitae, Amsterdam, NL, 2017
- EXTRACT - YOUNG ART PRIZE[34], Kunstforeningen Gl. Strand, DK, 2017
- Start Point Prize[22], Prague National Gallery, CZ, 2016
- Sakralt Arbejde[35], Afgangsudstilling, Kunsthal Charlottenborg, DK, 2016
- Det Ku' Være Politisk[36], Janus Bygningen, DK, 2016
- Take Me (I'm Yours)[37], Kunsthal Charlottenborg, DK, 2016
- Intime.Extime., Ganioz Project Space (GPS), Martigny, CH, 2016
- Continuum[38], Sound Art Weekend, Skånes Konstförening, Malmø, SE, 2015
- Agitation de la Prostate Féminine, Saint-Valentin Espace dÁrts, Lausanne, CH, 2015
- Survivalkit Festival, Galeri Verkligheten, SE, 2014
- 'How We Came Here', Künstlerhaus Palais Thurn und Taxis, Bregenz, AU, 2014

## Eksterne links
- IMPAKT FESTIVAL: Modern Love. Interview med Hannah Toticki. November 2021
- Kunstens Værdi Samtalesalon kurateret af Kunsthal Charlottenborg. 24.11.20.
- LYDKUNST Podcast. Interview med Hannah Toticki af Anne Neimann Clement og Line Møller Lauritsen 29.08.17.
- KUNSTEN.NU/Cph Art Week #4: Sakralt Arbejde af Hannah Toticki. Interview med Hannah Toticki af Anne Neimann Clement og Line Møller Lauritsen. 29.08.17
- Smidt, G.M. (2017) Hendes kunst kan koste millioner - eller næsten ingenting. For prisen er en fast procentdel af din løn. Politiken, 9. februar 2017. Hentet 25. februar 2022.
- Meeting Other People. Af Cristina Bogdan. 09.10.16. Revistaarta.ro.
- The Pros And Cons of art Online. Af Francesca Gavin. 21.09.16.
- Kunstkritikk.dk: Anmeldelse af Afgang 2016. Af Børge Igor Brandt. 16.06.16.
- Sacred Work. Afgangsperformance. Juni 2016.
- Kopenhagen Art Institute: Det Ku' Være Politisk. Af Naja Lee Jensen. 11.05.16
- Hjemmeside